# USA International 2015
Die USA International 2015 im Badminton fanden vom 1. bis zum 5. Dezember 2015 in Orlando statt.

## Sieger und Platzierte
| Disziplin    | Gold                         | Silber                                      | Bronze                                         |
| ------------ | ---------------------------- | ------------------------------------------- | ---------------------------------------------- |
| Herreneinzel | Emil Holst                   | Yuhan Tan                                   | Nguyễn Tiến Minh                               |
| Herreneinzel | Emil Holst                   | Yuhan Tan                                   | Pannawit Thongnuam                             |
| Dameneinzel  | Zhang Beiwen                 | Pai Yu-po                                   | Rachel Honderich                               |
| Dameneinzel  | Zhang Beiwen                 | Pai Yu-po                                   | Line Kjærsfeldt                                |
| Herrendoppel | Lin Chia-yu Wu Hsiao-lin     | Michael Fuchs Johannes Schöttler            | Manu Attri B. Sumeeth Reddy                    |
| Herrendoppel | Lin Chia-yu Wu Hsiao-lin     | Michael Fuchs Johannes Schöttler            | Chen Hung-ling Wang Chi-lin                    |
| Damendoppel  | Heather Olver Lauren Smith   | Puttita Supajirakul Sapsiree Taerattanachai | Isabel Herttrich Birgit Michels                |
| Damendoppel  | Heather Olver Lauren Smith   | Puttita Supajirakul Sapsiree Taerattanachai | Johanna Goliszewski Carla Nelte                |
| Mixed        | Michael Fuchs Birgit Michels | Danny Bawa Chrisnanta Vanessa Neo Yu Yan    | Chen Hung-ling Ling Fang-hu                    |
| Mixed        | Michael Fuchs Birgit Michels | Danny Bawa Chrisnanta Vanessa Neo Yu Yan    | Dechapol Puavaranukroh Sapsiree Taerattanachai |